# Ахмед Хасан
Ахмед Хасан (на арабски: أحمد حسن; на английски: Ahmed Hassan) (роден на 2 май 1975 г.) е бивш египетски футболист, офанзивен полузащитник или дясно крило. Играе в клуба Ал-Ахли в египетската Премиер лига. Участвал е в състава на националния отбор на Египет в 184 мача и е отбелязал 27 гола. Брат на бившия национал на Египет Хосам Хасан.